# Bt Bulu Baru
Bt Bulu Baru is een bestuurslaag in het regentschap Padang Lawas van de provincie Noord-Sumatra, Indonesië. Bt Bulu Baru telt 1169 inwoners (volkstelling 2010).